# Hôtel de Bourgogne (Paris)

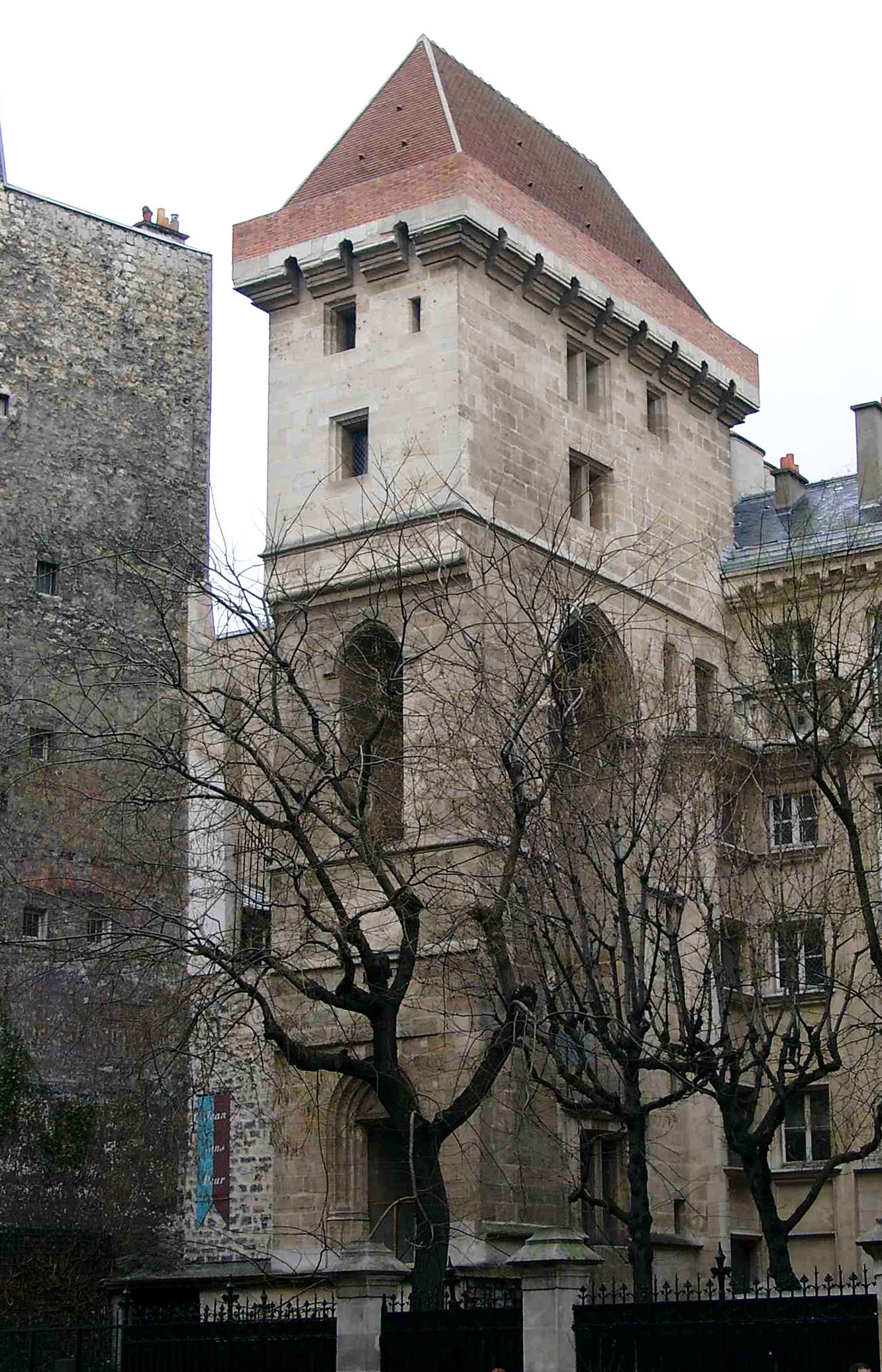
Hôtel de Bourgogne, Tour Jeans sans Peur

Das Hôtel de Bourgogne war bis zum Ende des 15. Jahrhunderts die Residenz der Herzöge von Burgund in Paris und stellte in dieser Funktion während der Auseinandersetzungen zwischen den Armagnacs und den Bourguignons zeitweise das Machtzentrum in Frankreich dar.
Im 16. und 17. Jahrhundert bezeichnet mit dem gleichen Namen das schräg gegenüber liegende Théâtre de l’Hôtel de Bourgogne, einen Vorgänger der Comédie-Française (Lage).

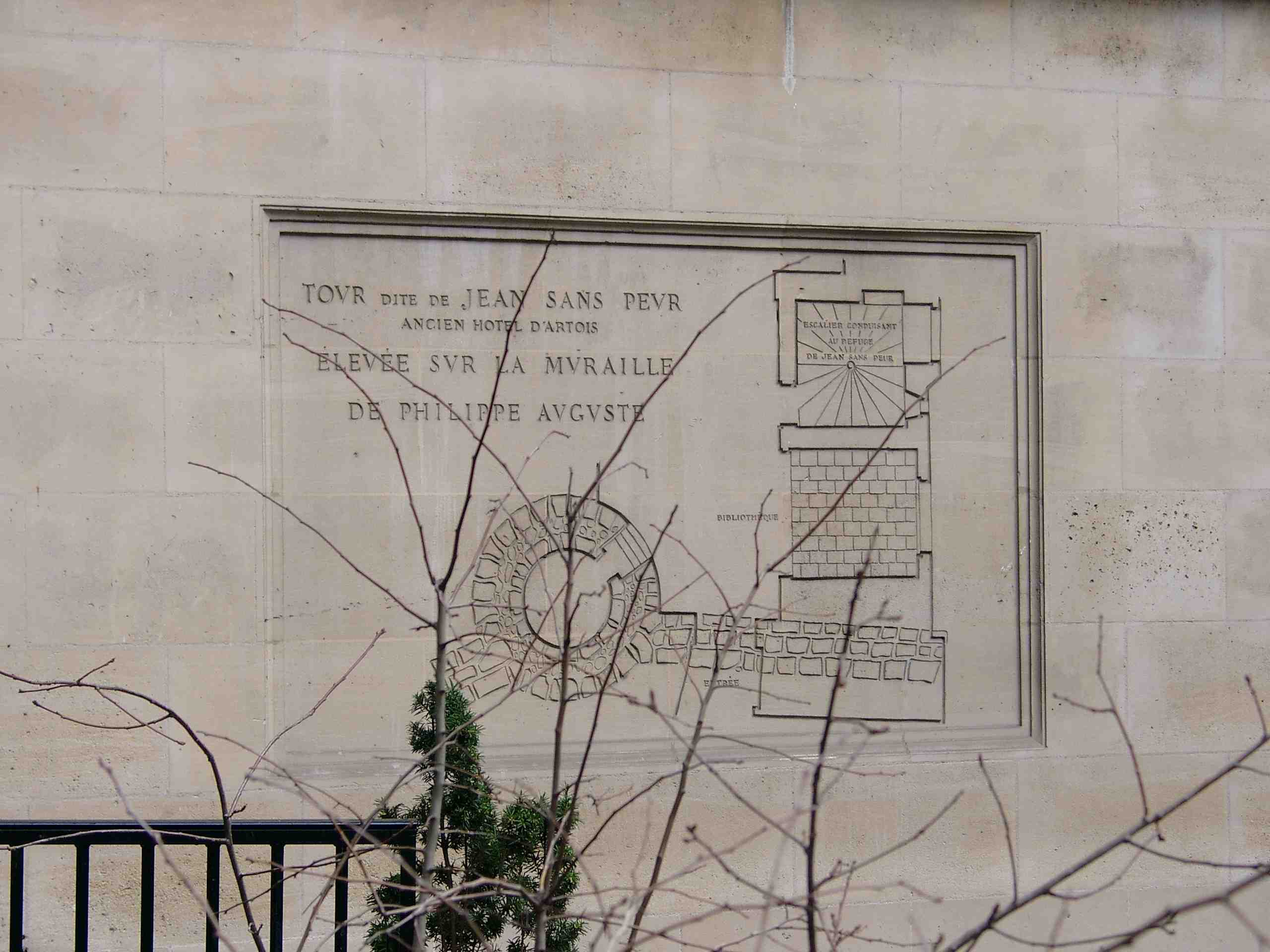
Hôtel de Bourgogne, Grundriss

Beide Bauten, Palais und Theater, befinden sich in der Straße, die heute Rue Etienne Marcel heißt.

## Hôtel de Bourgogne
Das Hôtel de Bourgogne wurde im Jahr 1270 als Hôtel d’Artois für Robert II. von Artois, den Neffen Ludwigs des Heiligen unmittelbar an die Außenseite der Stadtmauer Philipp Augusts angebaut. Im Jahr 1318 kam es durch die Heirat zwischen Johanna III., Pfalzgräfin von Burgund und Gräfin von Artois, und Odo IV., Herzog von Burgund, in den Besitz der Burgunder. Deren Erbe Herzog Philipp der Kühne machte das Hôtel 1402 zu seiner Hauptresidenz.

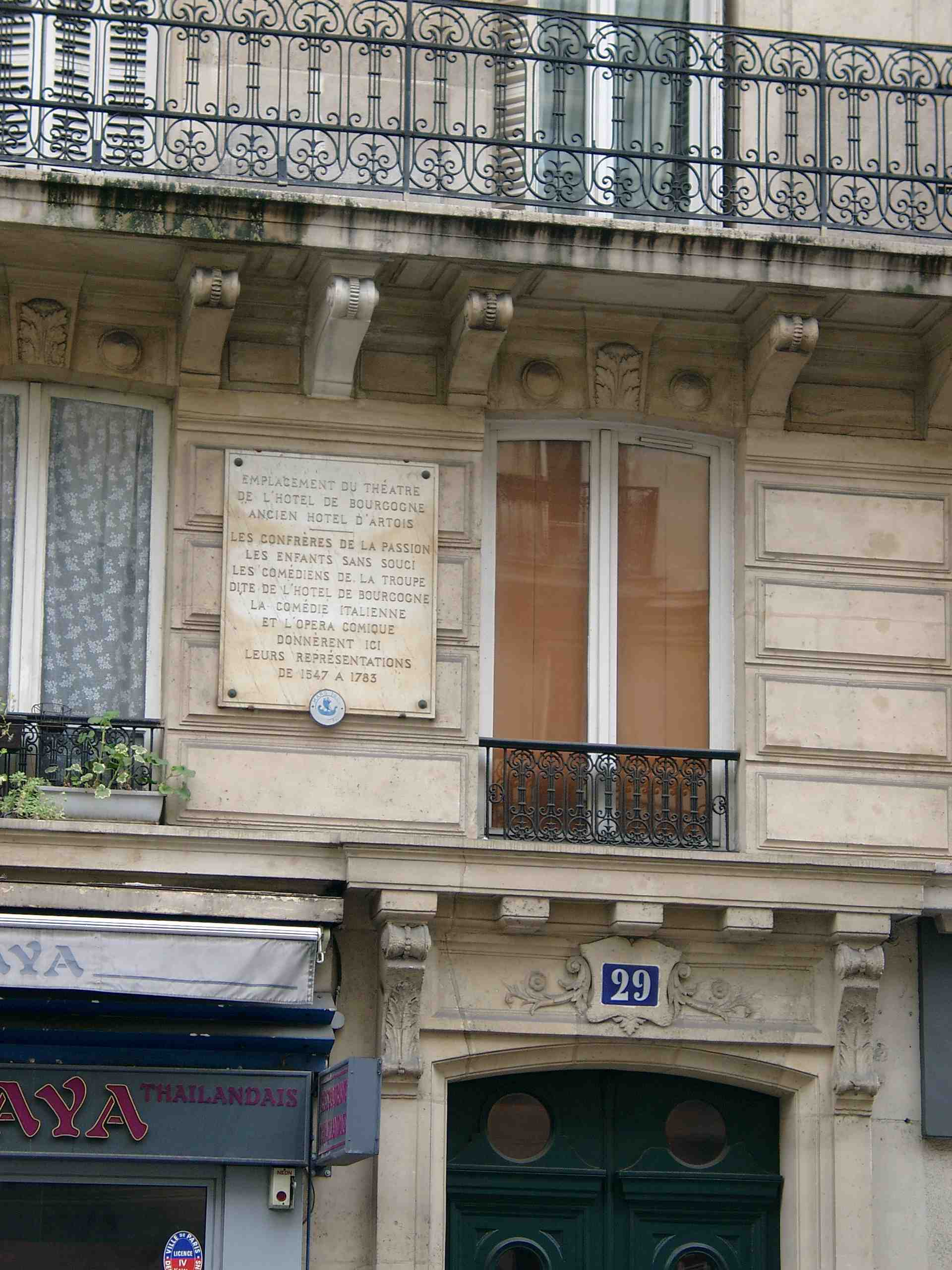
Théâtre de l’Hôtel de Bourgogne, Rue Étienne Marcel 29

Nach dem Mord an seinem Vetter, Herzog Ludwig von Orléans, im Jahr 1407 ließ Philipps Sohn Johann Ohnefurcht (franz. Jean sans Peur) 1408 im Zentrum der Gebäude als Rückzugsmöglichkeit die Tour Jean sans Peur bauen, jenen nach ihm benannten Turm, welcher als einziger Rest des Hôtel de Bourgogne heute noch sichtbar ist.
Das Hôtel de Bourgogne blieb Residenz, bis die Herzöge von den Habsburgern beerbt wurden.

## Théâtre de l’Hôtel de Bourgogne
Im Jahr 1548 bauten die Confrères de la Passion et de la Résurrection de Notre Seigneur Jésus-Christ auf der Rue Mauconseil (heute Rue Etienne Marcel), schräg gegenüber dem Hôtel de Bourgogne, einen Theatersaal, um dort Mysterienspiele aufzuführen – die Confrères hatten in Paris das Monopol für Theateraufführungen und vermieteten ihre Häuser an wandernde Schauspieltruppen. Die erste Aufführung fand am 30. August 1548 statt.
1624 ließ sich Pierre Le Messier mit seiner eigenen Truppe im Théâtre de l’Hôtel de Bourgogne nieder. 1628 etablierte Valleran Le Conte hier unter der Protektion Ludwigs XIII. seine Troupe Royale. Das Programm bestand aus Farcen von Turlupin, Gros-Guillaume und Gautier-Garguille, Tragödien von Alexandre Hardy oder Jean Rotrou, etwas später auch von Corneille und Racine. 1647 wechselte Floridor von Théâtre du Marais ans Hôtel de Bourgogne, um die Leitung zu übernehmen. In dieser Zeit traten die großen Interpreten Montfleury und Champmeslé hier auf.
1660 teilte sich die Comédie-Italienne eine Zeit lang das Hôtel de Bourgogne mit der Troupe Royale. 1680 schlossen sich die Troupe Royale und die Truppe des Théâtre Guénégaud zusammen, die bereits aus der Fusion des Théâtre du Marais mit der Truppe Molières entstanden war: ein Befehl Ludwigs XIV. schuf somit eine einzige und dauerhafte Schauspieltruppe, die Comédie-Française.